# Neogoniolithon caribaeum
Neogoniolithon caribaeum (Foslie) W.H. Adey, 1970  é o nome botânico  de uma espécie de algas vermelhas pluricelulares do gênero Neogoniolithon, família Corallinaceae, subfamília Mastophoroideae.
- São algas marinhas encontradas na África (Ilhas Maurícias), Ásia (Índia e Sri Lanka), América do Norte (Carolina do Norte), Ilhas do Atlântico (Cabo Verde e Canárias), ilhas do Índico (Comores e Reunião) e ilhas do Caribe (Bahamas, Hispaniola,  Jamaica, Porto Rico e Virgens).

## Sinonímia
- Lithophyllum decipiens f. caribaeum  Foslie 1906
- Lithophyllum caribaeum  (Foslie) Foslie 1907
- Heteroderma caribaeum  (Foslie) Segonzac 1984